# Род Мілберн
Родні Мілберн молодший (англ. Rodney Milburn Jr.; нар. 18 травня 1950 — пом. 11 листопада 1997) — американський легкоатлет, який спеціалізувався в бігу з бар'єрами.

## Із життєпису
Олімпійський чемпіон з бігу на 110 метрів з бар'єрами (1972). Показаний у Мюнхені результат був повторенням світового рекорду за ручним хронометражем (13,2) та став першим світовим рекордом за автоматичним хронометражем (13,24).
Чемпіон (у бігу на 110 метрів з бар'єрами) та бронзовий призер (в естафеті 4×100 метрів) Панамериканських ігор (1971).
Багаторазовий чемпіон США у бар'єрних дисциплінах просто неба та в приміщенні.
Ексрекордсмен світу з бар'єрного бігу на 110 метрів та 120 ярдів (загалом п'ять ратифікованих світових рекордів).
Упродовж сезону-1974 змагався на професійних (за винагороду) стартах, що позбавило його права за тогочасними правилами ІААФ брати участь у аматорських змаганнях, в тому числі олімпійських, та відповідно, він не мав змоги захистити на Іграх-1976 свій титул олімпійського чемпіона. По відновленні у 1979 аматорського статусу, Мілберн готувався до участі на Олімпіаді-1980, проте бойкот цих змагань в тому числі з боку США поставив хрест на його шансах заявити про себе ще раз на Олімпійських іграх.
По завершенні спортивної кар'єри (1984) деякий час працював тренером з легкої атлетики.
Останні роки працював на паперовому комбінаті, де трагічно загинув під час роботи.

## Основні міжнародні виступи
| Рік  | Змагання             | Місто   | Місце | Дисципліна |
| ---- | -------------------- | ------- | ----- | ---------- |
| 1971 | Панамериканські ігри | Калі    | 1     | 110 м з/б  |
| 1971 | 3                    | 4×100 м |       |            |
| 1972 | Олімпійські ігри     | Мюнхен  | 1     | 110 м з/б  |

## Визнання
- Член Зали слави легкої атлетики США (1993)[2]